# أنو كوراكيانا (كيركيرا)

أنو كوراكيانا (Άνω Κορακιάνα) هي مدينة في كيركيرا في مقاطعة كينتريكي إلادا في اليونان.
يبلغ عدد سكانها حوالي 870   نسمة.